# Barrento
Barrento é um distrito brasileiro do município de Cajazeirinhas, estado da Paraíba, situado na Região Geográfica Imediata de Pombal e na Região Geográfica Intermediária de Patos.